# Madame de La Fayette

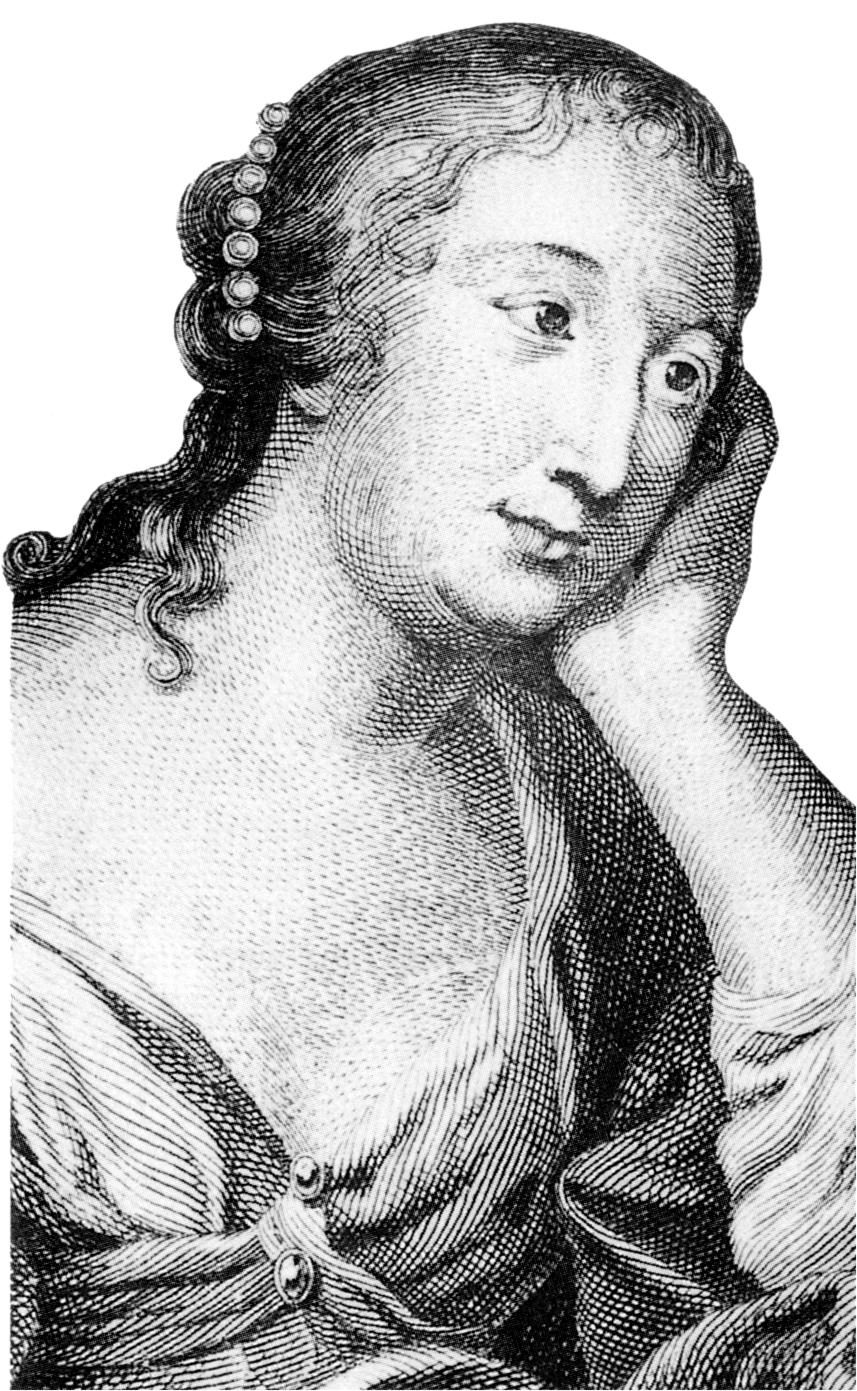
Litografia de Madame de La Fayette, segle XVII

Marie-Madeleine Pioche de La Vergne (París, 1634-1693), més coneguda a França com a Madame de La Fayette, és l'autora de la primera novel·la històrica francesa, La princesa de Clèves.
Va néixer en una familia de l'entorn del cardenal Richelieu i, gràcies al matrimoni amb el comte François de la Fayette, va esdevenir comtessa: ambdós fets li van permetre conèixer l'ambient de l'alta aristocràcia francesa de la seva època i relacionar-se amb alguns escriptors de renom.
Va conéixer l'escriptora Madeleine de Scudéry als salons aristocràtics. El seu padrastre, amb qui tenia molt bona relació, era oncle de la marquesa de Sevigné. El 1655, va conèixer el príncep duc escriptor François de La Rochefoucauld, amb qui va mantenir una relació molt propera fins al 1680.
Va formar part d'una elit de dones cultes franceses que componien versos en llatí, entre les quals destaquen la filòsofa i poetessa Louise-Anastasia Serment, la marquesa de Sévigné, Marie Anna Mancini, duquesa de Bouillon, la princesa Maria Anna Victòria de Baviera (la Grande Dauphine), Elisabeth de Rochechouart, abadessa de Fontevrault, mademoiselle du Pré, i la pintora Élisabeth-Sophie Chéron, entre d'altres.
Va escriure dues obres (La princesa de Montpensier, 1662, i La princesa de Clèves, 1678) de forma anònima i una Zaïde, (1669) amb el pseudònim de Segrais. Posteriorment, va signar la seva obra més coneguda, La princesa de Clèves, que va tenir un notable èxit en la seva època. S'han publicat pòstumament altres escrits seus: La comtessa de Tende (1718), Història d'Enriqueta d'Anglaterra (1720) i Memòries de la cort de França (1731).

## Obres
- La princesse de Monpensier, Paris, C. de Sercy, 1662.
- La princesse de Clèves, À Paris, chez Claude Barbin, 1689.
- Romans et nouvelles, Paris, Classiques Garnier, 1989, ISSN 0750-2176.
- Zayde, histoire espagnole, tome 1, tome 2, Paris, Claude Barbin, 1671.
- Histoire de Madame Henriette d'Angleterre, première femme de Philippe de France, Duc d'Orléans, Amsterdam, M.-C. Le Cène, 1720.
- Mémoires de la cour de France pour les années 1688 et 1689, Paris, Foucault, 1828.
- La Comtesse de Tende (1718), pòstuma.